# Occidryas lawrencei
Occidryas lawrencei är en fjärilsart som beskrevs av Gunder 1931. Occidryas lawrencei ingår i släktet Occidryas och familjen praktfjärilar. Inga underarter finns listade i Catalogue of Life.